# Direitos civis dos Nativo Americanos
Os direitos civis dos nativos americanos são os direitos civis dos nativos americanos nos Estados Unidos. Os nativos americanos são cidadãos de suas respectivas nações nativas, bem como dos Estados Unidos, e essas nações são caracterizadas pela lei dos Estados Unidos como "nações dependentes domésticas", uma relação especial que cria uma tensão entre os direitos retidos por meio da soberania tribal e os direitos que os nativos individuais têm como cidadãos americanos. Esse status cria tensão hoje, mas era muito mais extremo antes que os nativos recebessem uniformemente a cidadania dos EUA em 1924. Diversas leis e políticas do governo dos Estados Unidos, algumas remontando ao período colonial pré-revolucionário, negavam os direitos humanos básicos — particularmente nas áreas de expressão cultural e viagens – para povos indígenas.